# Lasioglossum natense
Lasioglossum natense är en biart som först beskrevs av Cockerell 1935.  Lasioglossum natense ingår i släktet smalbin, och familjen vägbin. Inga underarter finns listade i Catalogue of Life.